# 김형택
김형택(1971년 10월 11일 ~)은 해태 타이거즈의 전 야구 선수다. 광주제일고등학교를 졸업했다.

## 같이 보기
- 1992년 해태 타이거즈 시즌